# Pontevedra (tartomány)
Pontevedra egy tartomány Spanyolországban, Galicia autonóm közösségben. Pontevedra A Coruña, Lugo, Ourense tartományokkal és a portugál Viana do Castelo kerülettel határos.

## Települések
| Név | Kép | Címer | Koordináta                                                |
| --- | --- | ----- | --------------------------------------------------------- |
| Tui |     |       | é. sz. 42,048056°, ny. h. 8,644444°42.048056°N 8.644444°W |